# Gahura
Gahura är ett vattendrag i Burundi.   Det ligger i provinsen Bururi, i den centrala delen av landet, 50 kilometer sydost om huvudstaden Bujumbura.
Omgivningarna runt Gahura är en mosaik av jordbruksmark och naturlig växtlighet. Runt Gahura är det ganska tätbefolkat, med 166 invånare per kvadratkilometer.